# الأميرة إيرين من هسن والراين
كانت الأميرة إيرين من هسن والراين (إيرين لويزا ماري آن، أميرة هسن والراين، 11 يوليو 1866 – 11 نوفمبر 1953) ثالث طفل وبنت ثالثة للأميرة أليس من المملكة المتحدة ولويس الرابع، الدوق الأكبر لهسن ونهر الراين. وكانت هي زوجة الأمير هنري من بروسيا، وهو أخ أصغر لفيلهلم الثاني، إمبراطور ألمانيا، وابن عمها الأول. ومثلها مثل أختها الأصغر، كانت إيرين حاملة لجين هيموفيليا، وستفقد إيرين شقيقتيها أليكس وإليزابيث في روسيا على يد البلاشفة. تلقت اسمها، الذي يأتي من الكلمة اليونانية «سلام»، لأنها ولدت في نهاية الحرب النمساوية البروسية.

## الزواج
تزوجت إيرين الأمير هنري، الطفل الثالث والابن الثاني لفريديريك الثالث، الإمبراطور الألماني وفيكتوريا، الأميرة الملكية في 24 مايو 1888 في كنيسة قصر شارلوتنبيرغ في برلين. وبما أن أمهات هن أخوات، فإن أيرين وهنري كانوا الأول من أبناء العم. لم يرق زواجهم للملكة فيكتوريا لأنها لم يتم إخبارها عن الخطوبة حتى قرروا بالفعل الزواج. في وقت الحفل، كان عم ووالد زوجها، الإمبراطور الألماني، يموت من سرطان الحنجرة، وبعد أقل من شهر من الاحتفال، صعد ابن عمها وشقيق زوجها إلى العرش تحت اسم القيصر فيلهلم الثاني. والدة هاينريش، الإمبراطورة فيكتوريا، كانت تحب إيرين كثيراً. ومع ذلك، أصيبت الإمبراطورة فيكتوريا بالصدمة لأن إيرين لم ترتدي شالًا أو وشاحًا لإخفاء حملها عندما كانت حاملاً بابنها الأول، الأمير فالديمار المصاب بالهيموفيليا، في عام 1889. لم تفهم الإمبراطورة فيكتوريا، المفتونة بالسياسة والأحداث الجارية، لماذا لم يقرأ هاينريش وإيرين صحيفة. ومع ذلك، كان للزوجان حياة زوجية سعيدة وكان يطلق عليهم «المحبوبين للغاية» من قبل والديهم بسبب طبيعتهم السارة. أنتج الزواج ثلاثة أبناء.

## الأطفال
| الاسم                                                          | الميلاد        | الوفاة         |
| -------------------------------------------------------------- | -------------- | -------------- |
| الأمير فالديمار فيلهلم لودفيغ فريدريش فيكتور هاينريش من بروسيا | 20 مارس 1889   | 2 مايو 1945    |
| الأمير فيلهلم فيكتور كارل أوغوست هاينريش سيغيسموند من بروسيا   | 27 نوفمبر 1896 | 14 نوفمبر 1978 |
| الأمير هاينريش فيكتور لودفيغ فريدريش من بروسيا                 | 9 يناير 1900   | 26 فبراير 1904 |

## العلاقات الأسرية
قامت إيرين بنقل جين الهيموفيليا إلى أطفالها الأكبر والأصغر سنا، فالديمار وهاينريش. صحة فالديمار أقلقها منذ الطفولة. في وقت لاحق انهارت عندما توفي أصغر طفل، هاينريش، أربع سنوات، بعد أن سقط وأصاب رأسه في فبراير 1904. بعد ستة أشهر من وفاة هاينريش الصغير، أصبحت إيرين عمةً لأليكسي من روسيا، وهو نجل أختها الصغرى تسارينا ألكسندرا، والتي كانت أيضًا مصابة بالهيموفيليا. اثنان من بنات عمها الأوائل، الملكة فيكتوريا يوجينيا من إسبانيا والأميرة أليس، كونتيسة أثلون، سينجبون أيضًا أبناء حاملون للهيموفيليا.

## روابط خارجية
- الأميرة إيرين من هسن والراين على موقع مونزينجر (الألمانية)